# 渡部義雄
渡部 義雄（わたなべ よしお、1893年3月25日 - 1964年12月17日）は、日本の会計学者。

## 略歴
東京府東京市麻布区（現：東京都港区）生まれ。麻布中学校より大倉高等商業学校（現：東京経済大学）予科、本科を経て、1913年神戸高等商業学校（現：神戸大学）卒。東会計人事務所に入所。各務鎌吉の援助で、1920-1922年英国に留学し、英国勅許会計士の会計事務所において訓練を受けた。のち立教大学講師を務めた。

## 著書
- 『能率本位原価計算法』中外産業調査会 1926
- 『火災保険・ロイド保険人・会計』森山書店 1930
- 『計理士の業務と責任』森山書店 1931
- 『会計士とその監査』森山書店 1949
- 『損害保険会計の概念』森山書店 1949
- 『会計士に関する諸問題』中央経済社 1950

### 共著
- 『計理士要覧』平井泰太郎共著 宝文館 1927
- 『原価計算法綱要』渡部寅二共著 同文館 1930
- 『会計監査』渡部寅二共著 会計学全集 東洋出版社 1934
- 『会計監査法綱要』渡部寅二共著 同文館 1937
- 『監査演習』橋本祐次共著 税務経理協会 1956

## 論文
- CiNii>渡部義雄